# Рипли (Илиноис)
Рипли (енгл. Ripley) град је у америчкој савезној држави Илиноис.

## Демографија
По попису из 2010. године број становника је 86, што је 17 (-16,5%) становника мање него 2000. године.
| Група             | 2000.        | 2010.      |
| Белци             | 103 (100,0%) | 79 (91,9%) |
| Афроамериканци    | 0 (0,0%)     | 0 (0,0%)   |
| Азијати           | 0 (0,0%)     | 0 (0,0%)   |
| Хиспаноамериканци | 0 (0,0%)     | 1 (1,2%)   |
| Укупно            | 103          | 86         |